# HQ-7
HQ-7 (Hán Việt: Hồng Kỳ 7; giản thể: 红旗-7; phồn thể: 紅旗-7; bính âm: Hóng Qí-7; nghĩa đen 'Cờ đỏ 7'; tên định danh NATO: CH-SA-4) là một loại tên lửa đất đối không tầm ngắn (SAM) do Trung Quốc chế tạo. Nó được Viện thiết kế Công nghệ Cơ điện tử Trường Phong tiến hành thiết kế đảo ngược từ tên lửa đất đối không R-440 Crotale của Pháp, và đưa vào sử dụng đầu thập niên 1980.
Một hệ thống HQ-7 bao gồm một radar tầm ngắn và ba xe mang phóng tự hành. Mỗi xe phóng trang bị bốn hoặc tám đạn tên lửa.

## Biến thể

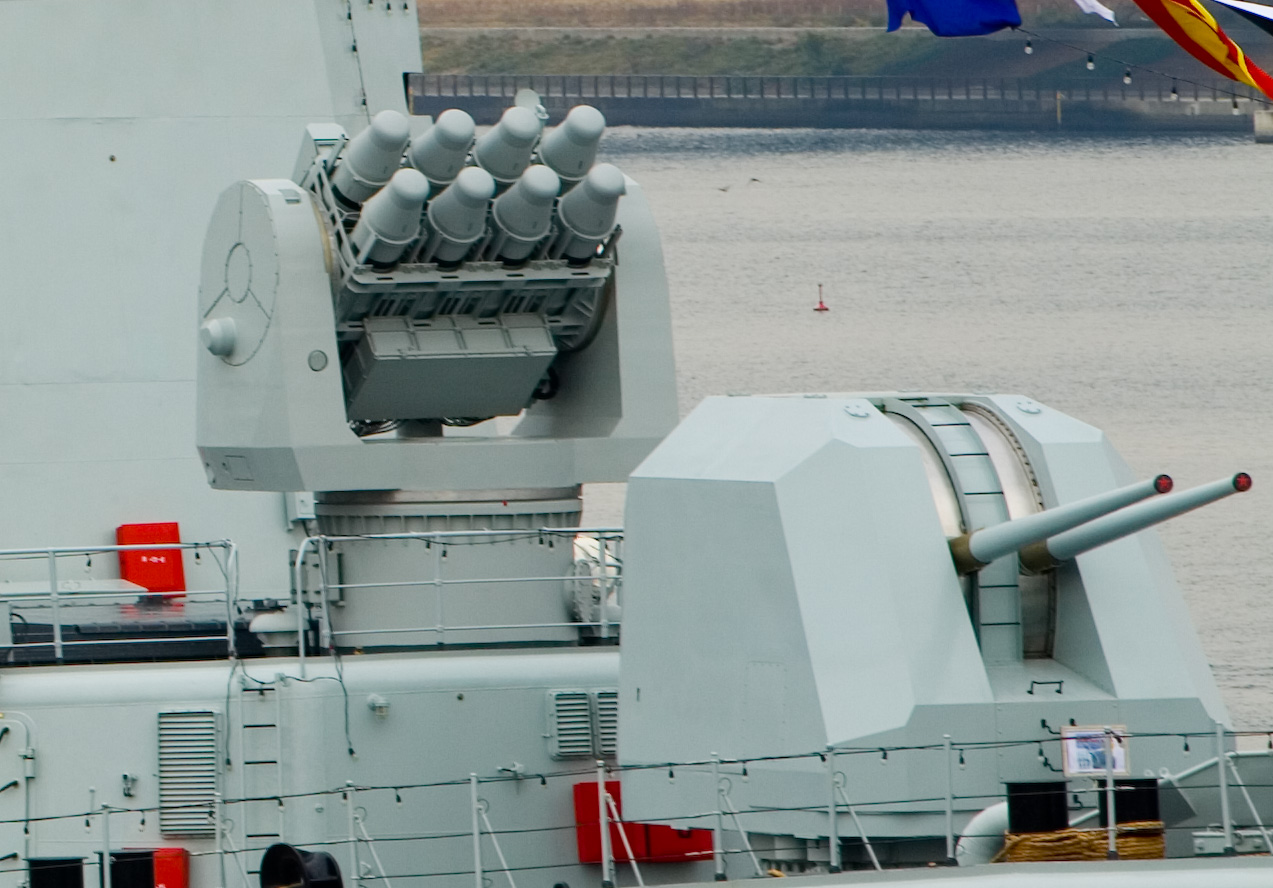
Bệ phóng tên lửa phòng không HHQ-7 với tám đạn tên lửa trên tàu khu trục Type 051B Thâm Quyến

HQ-7A
Phiên bản ban đầu, đạn tên lửa được dẫn đường bằng lệnh.
HHQ-7
Biến thể dành cho hải quân.
HQ-7B
Phiên bản cải tiến.
FM-80
Phiên bản xuất khẩu của HQ-7A.
FM-90
Phiên bản xuất khẩu của HQ-7B.
FM-90N
Biến thể dành cho hải quân của FM-90.

## Quốc gia sử dụng
Algérie

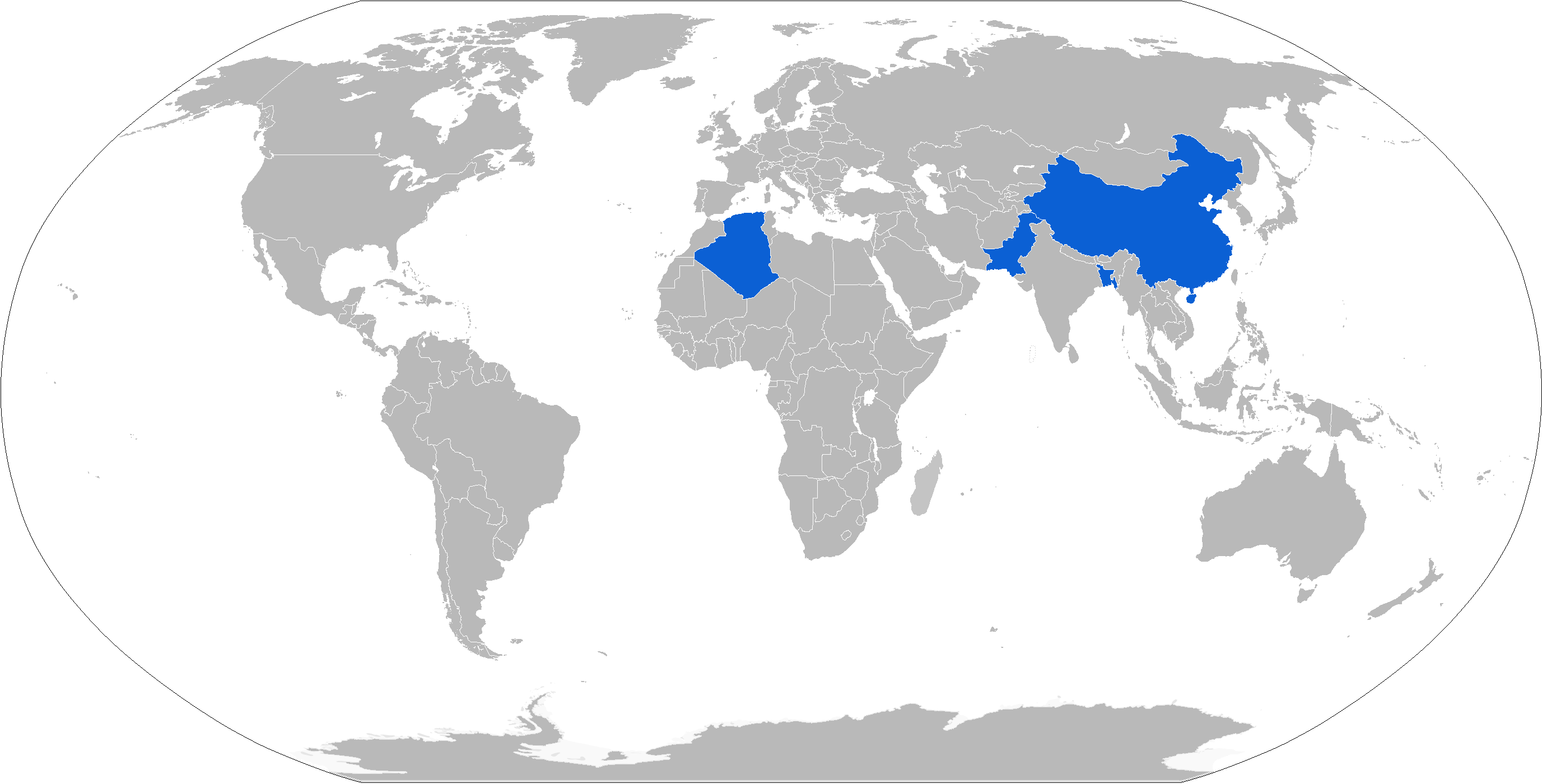
Bản đồ thể hiện các quốc gia sử dụng HQ-7 được đánh dấu bằng màu xanh dương

- Lực lượng Vũ trang Nhân dân Quốc gia Algérie: FM-90[9]

 Bangladesh
- Lục quân Bangladesh: FM-90
- Không quân Bangladesh: FM-90
- Hải quân Bangladesh: FM-90N[7] và HHQ-7[4]

 Trung Quốc
- Quân Giải phóng Nhân dân Trung Quốc: HQ-7A, HQ-7B[10] và HHQ-7.[5]

 Iran
- Lực lượng Vũ trang Cộng hòa Hồi giáo Iran: FM-80.[11] Iran còn phát triển phiên bản nội địa có tên là Herz-9

 Pakistan
- Lực lượng Vũ trang Pakistan: FM-90 và FM-90N.[8]

 Turkmenistan
- Lực lượng Vũ trang Turkmenistan: FM-90.[12]